# Sweetie (ME:Iの曲)
『Sweetie』（スウィーティー）は、日本の女性アイドルグループ『ME:I』のデジタルシングル。2024年12月2日にLAPONE GIRLSより発売。

## 概要
『Sweetie』と『Tomorrow』が収録されたデジタルシングル。
キャッチコピーは「ME:IとYOU:ME(ファンネーム)が出会い、初めて迎える冬を祝う甘い時間」。
タイトル曲である『Sweetie』は、ME:I初となる冬をテーマにした楽曲で、ホリデーシーズンの温かく華やいだ雰囲気をイメージしている。もう一つの収録曲である『Tomorrow』には、「明日が、未来が、もっと楽しみになる。」というキャッチコピーが添えられており、明日への希望を彩る前向きな思いが込められた曲となっている。
11月15日、ファイントゥデイのブランド「＋ｔｍｒ（プラストゥモロー）」のコラボにME:Iが選ばれ、タイアップ曲として収録曲である『Tomorrow』が起用された。また同日、「＋ｔｍｒ with ME:I」スペシャルコラボ第1弾として、オリジナルコラボ楽曲『Tomorrow』のコンセプトムービーを公開した。
11月18日、『Tomorrow』のデジタルリリースを開始、11月21日にはパフォーマンスビデオが公開された。
12月2日、『Sweetie』のデジタルリリース開始、トラックビデオを公開。
12月12日、ファンコンサート「2024 ME:ICONIC Sweet Holiday」で『Sweetie』を初披露した。

## 収録曲

### デジタルリリース
1. Sweetie(2:34)[9]。
作詞：Masami Kakinuma
作曲：Garden, Tim Tan, Ciara Muscat, Krady
編曲：Garden, Krady
振付：Chae dasom @Freemind
Masami Kakinumaは『Click』『Cookie Party』の作詞も手がけている。
Ciara Muscatは『Click』の作曲にも参加している。
Chae dasom @Freemindは『Cookie Party』の振付も担当。
2. Tomorrow(2:58)[9]
作詞：Sorato, YHEL, gratia, Ryo Ito
作曲：Sorato, YHEL, gratia, Ryo Ito
編曲：Sorato
振付：Junko Yano

## チャート成績
オリコンチャート
- デイリー　デジタルシングル（単曲）ランキング（2024年12月2日付）で『Sweetie』が最高順位2位。

| 日付             | 順位 | ダウンロード数 | 累計ダウンロード数 | 出典   |
| ---------------- | ---- | -------------- | ------------------ | ------ |
| 2024年12月02日付 | 2位  | 1,550DL        | 1,550DL            | [ 10 ] |

- 週間　デジタルシングル（単曲）ランキング（2024年12月16日付）で『Sweetie』が最高順位16位。

| 日付             | 順位 | ダウンロード数 | 累計ダウンロード数 | 出典   |
| ---------------- | ---- | -------------- | ------------------ | ------ |
| 2024年12月16日付 | 16位 | 2,444DL        | 2,444DL            | [ 11 ] |

## テレビ番組での披露
- 2024年12月31日(2025年1月1日)にTBS系で生放送された音楽番組『CDTVライブ！ライブ！年越しスペシャル！2024→2025』に出演し「Sweetie」をテレビで初披露した[12]。

### Sweetie
| 放送日         | 番組名                                           | 放送局  | 出典   | 注釈              |
| -------------- | ------------------------------------------------ | ------- | ------ | ----------------- |
| 2025年01月01日 | CDTVライブ！ライブ！ 年越しスペシャル！2024→2025 | TBS系   | [ 12 ] | [ 注 2 ] [ 注 3 ] |
| 2025年01月25日 | Venue101                                         | NHK総合 | [ 13 ] | [ 注 2 ]          |

### Tomorrow
| 放送日         | 番組名             | 放送局 | 出典          | 注釈              |
| -------------- | ------------------ | ------ | ------------- | ----------------- |
| 2024年11月25日 | CDTVライブ!ライブ! | TBS系  | [ 14 ] [ 15 ] | [ 注 2 ] [ 注 4 ] |